# Banisteriopsis campestris
Banisteriopsis campestris là một loài thực vật có hoa trong họ Malpighiaceae. Loài này được (A.Juss.) Little mô tả khoa học đầu tiên năm 1959.